# Rue Martin-Frères
La rue Martin-Frères est une voie publique de la commune de Rouen.

## Situation et accès
La rue Martin-Frères est située à Rouen. Elle se trouve en lieu et place de l'ancien lieu-dit Pré de la Bataille, qui constitue plus tard une portion du faubourg Cauchoise. Elle appartient désormais au quartier Pasteur-Madeleine. Elle est orientée comme le fleuve.

## Origine du nom
La rue tire son nom de celui d'un ancien propriétaire.